# Citograf

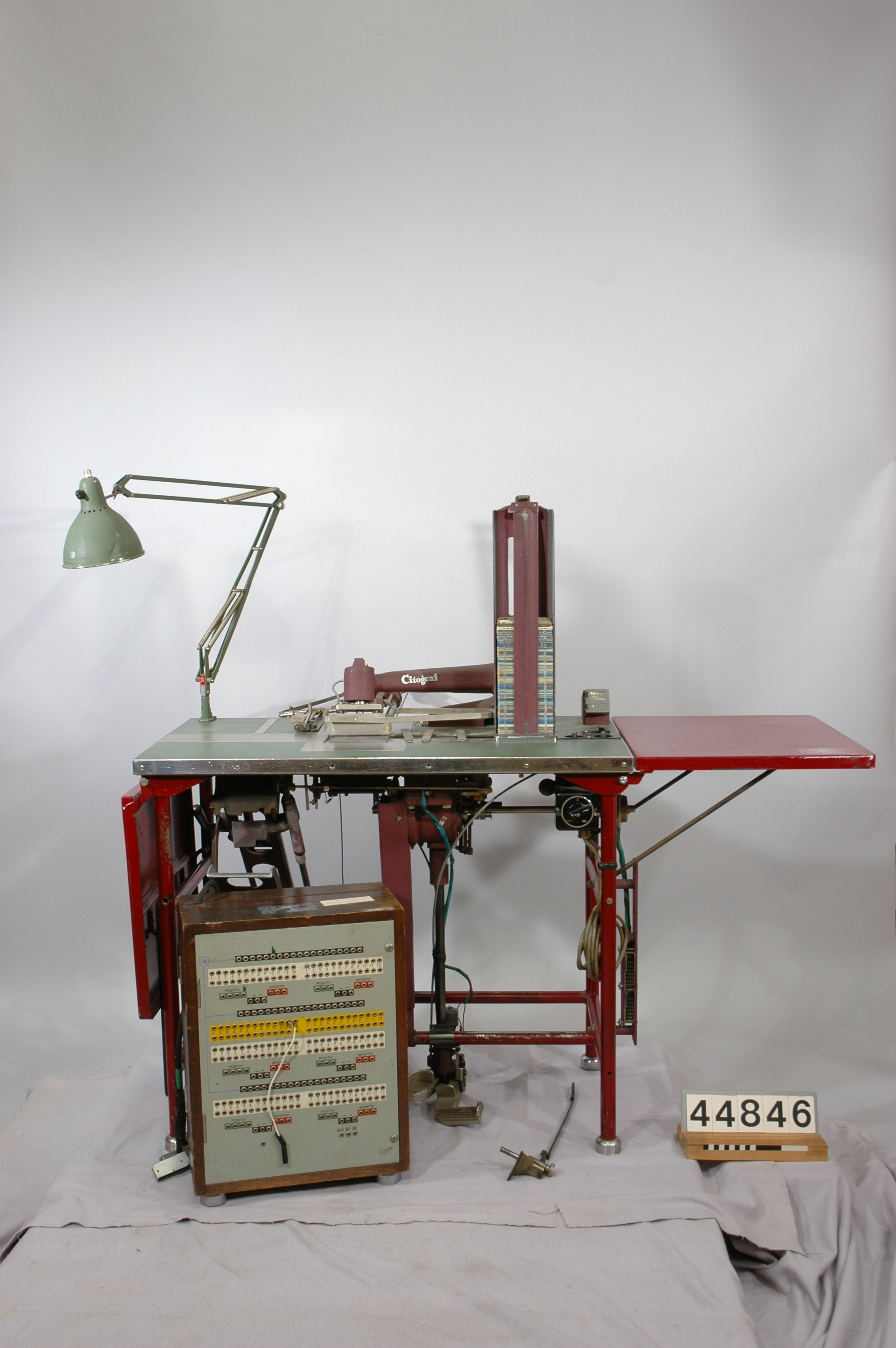
Carl Lamms citograf, med LM Ericssons reläsats i förgrunden var det maskineri som utgjorde citografen.

Citografen var ett system för prägling och användning av aluminiumplåtar till registersystem. Tekniken konstruerades och lanserades av Carl Lamm AB i Stockholm vid mitten av 1940-talet. Registersystemet hade tre delar: registerplåtar, präglingsmaskin och tryckmaskin. Präglingsmaskinen präglade registerplåtar medan tryckmaskinen användes dessa till att trycka plåtarnas namn- och adressuppgifter på papper. Tryckmaskinen styrdes av en programmerbar reläsats, tillverkad av L M Ericsson.
1947 infördes källskatt i Sverige och detta ställde nya krav på Skatteverket. För att klara av dessa krav infördes ett tillförlitligt och lätthanterligt befolknings- och fastighetsregister. Citografen utgjorde den tekniska lösningen för dessa register. Datorer fanns ännu inte. Alla landets 122 häradsskrivarkontor utrustades med citografutrustningen.
En nyhet då man införde citografsystemet var att man samtidigt införde det tresiffriga födelsenumret som kompletterade födelsedatumet. I och med detta fick alla registrerade en egen unik identifikation som ingen annan i riket hade och alla hade även sin egen aluminiumplåt på Skatteverket. Aluminiumplåtarna med person- och adressuppgifter hade måtten 10x5 cm och var försedda med en stabiliserande fals upp- och nedtill. På den övre av dessa falsar kunde så kallade ryttare placeras i ett antal springor för att markera särskilda förhållanden. Registerplåtarna var även försedda med präglade nockar som markerade födelsedatum, kön, civilstånd med mera. Plåtarna kunde ändras fem gånger innan de var förbrukade.

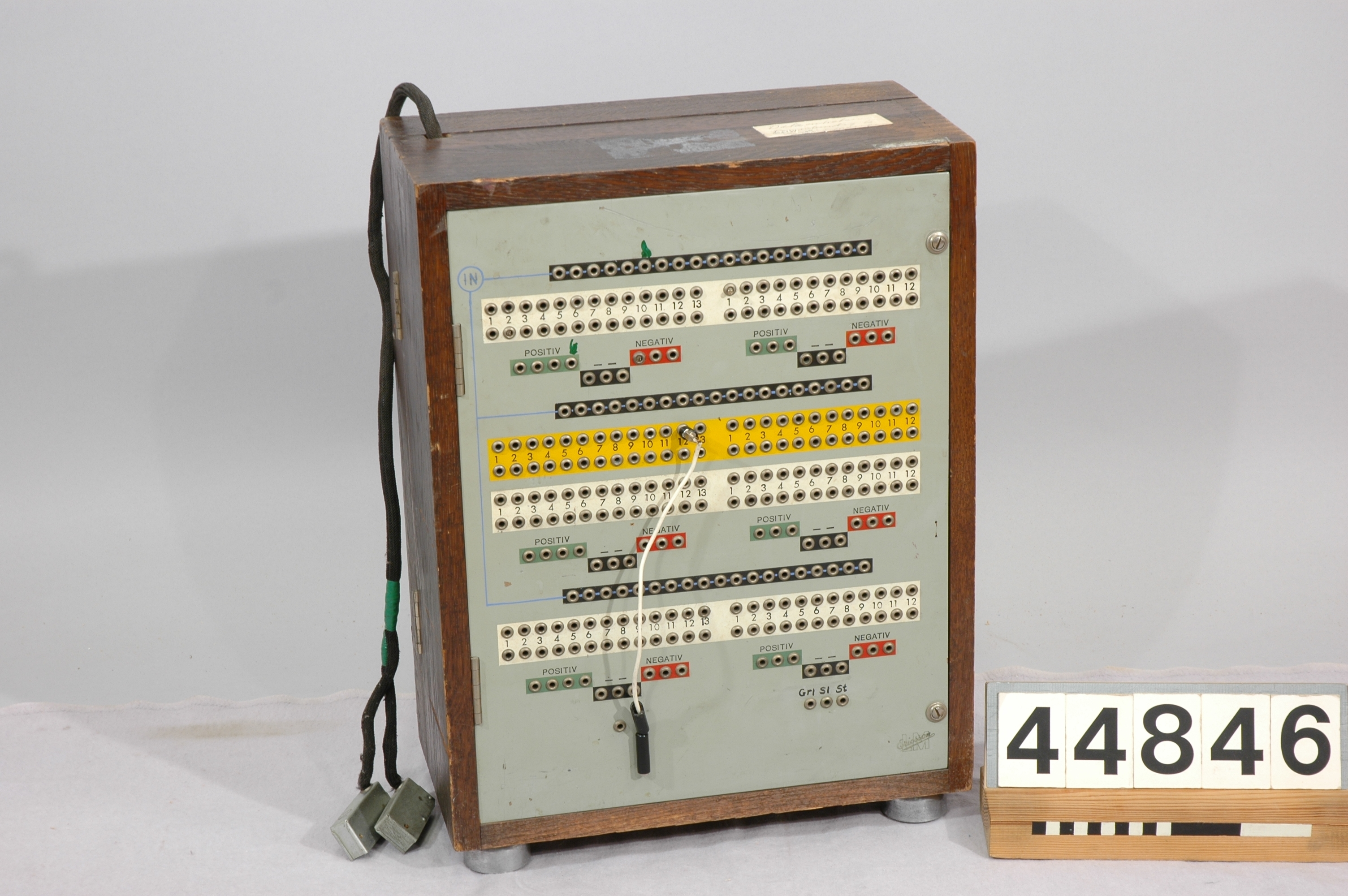
Reläsatsen som tillverkades av LM Ericsson.

Citografsystemet ersattes med datorsystem 1966. Istället för aluminiumplåtar blev hålkort, hålremsor och magnetband informationsbärare.